# Гладиков, Андрей Владиславович
Гла́диков, Андре́й Владисла́вович — российский предприниматель, генеральный директор ОАО «Камская долина», председатель совета директоров строительного холдинга «KD Group». Член совета ассоциации «Пермские строители». Почётный строитель России. Входит в рейтинг самых богатых пермяков по версии интернет-издания 59.ru. Был женат, имеет двух детей.

## Биография
Андрей Гладиков родился и провёл детство в г. Березники Пермской области. Учился в школе № 7 г. Березники, занимался боксом. Родители работали на заводе «Сода». После окончания школы поступил в Пермский политехнический институт на строительный факультет, который окончил в 1983 г. по специальности «Промышленное и гражданское строительство». После окончания института работал мастером. В 1989 г. в возрасте 28 лет был назначен на должность начальника Строительно-монтажного управления № 2, входившего с состав Пермского проектно-строительного объединения. С 1992 г. возглавляет компанию «Камская долина». В 1995 г. выступил одним из инициаторов создания ассоциации «Пермские строители». С мая 2003 года Андрей Гладиков руководит целевой муниципальной социально-инвестиционной программой «Дом для вашей семьи» и является исполнительным директором НО «Жилсоцинфонд». В 2007 г., после образования на базе ОАО «Камская долина» холдинга KD Group, занимает пост председателя совета директоров.
С 2015 по 2017 годы ОАО Камская долина продала 9 домов в с.Култаево (Южная усадьба) в Пермском крае. Дома покупатели оплатили но переход права собственности не получили. Дома были в залоге у Сбербанка.
Решением Арбитражного суда Пермского края от 04.04.2019 по делу №А50-31460/2018 Гладиков Андрей Владиславович признан банкротом. В его отношении введена процедура реализации имущества.
По информации издания Коммерсант от 25.08.2022 в отношении Гладикова А.В. возбуждено уголовное дело, которое в августе 2022 года направлено в суд для рассмотрения.  По версии следствия, обвиняемый совместно со вторым акционером Романовой А.Н. привлекли деньги дольщиков для строительства пяти многоэтажных домов и направили часть средств на другие цели. В результате объекты не были сданы в срок. Вред, причиненный потерпевшим, оценивается в 1,8 млрд руб.  Андрей Гладиков и Алевтина Романова обвиняются в совершении преступления по ч. 2 ст. 201 УК РФ (злоупотребление полномочиями, повлекшее тяжкие последствия).

## Награды
- 2004 год — «Почётный строитель России»[2].
- Диплом лауреата конкурса «Грани успеха-2012» вручен Гладикову Андрею Владиславовичу за «Личный вклад в развитие рынка недвижимости Пермского края».

## Незавершенные стройки и долгострой
В апреле 2018 года компания признана банкротом. В отношении Гладикова подан иск о банкротстве, истцом выступил ОАО Сбербанк, с суммой иска на 1,1 млрд. руб. 
ЖК "Весна" и часть домов из ЖК "Авиатор" остаются недостроенными и будут достраиваться силами жильцов. 
24 достойных года существования и работы «Камской долины» под руководством А.В. Гладиков закончились в 2015 г. Жилой комплекс «Авиатор» строится с задержкой в год и с жалобами на качество. Такое же отставание наблюдается на многих других объектах. По информации с сайта «Камской долины», сорваны сроки следующих объектов «Авиатора»:
- Самаркандская, 145: Срок сдачи – 3 квартал 2014 года, сдан – июнь 2015 г.

- Самаркандская, 143: Срок сдачи – 4 квартал 2015 года, 60%  строительства на апрель 2016 года.

- Холмогорская, 4 г (2): срок сдачи – 2 квартал 2015 года, 80% строительства на апрель 2016 года.

- Холмогорская, 4 г (3); срок сдачи – 3 квартал 2015 года, 65% строительства на апрель 2016 года.